# Філімоновка
Філімо́новка (рос. Филимоновка) — село у складі Асінівського району Томської області, Росія. Входить до складу Новокусковського сільського поселення.

## Населення
Населення — 326 осіб (2010; 550 у 2002).
Національний склад (станом на 2002 рік):
- росіяни — 93 %